# Selbständige Vertiefungsarbeit
Die Selbständige Vertiefungsarbeit (SVA) bzw. neuerdings Vertiefungsarbeit (VA) ist eine grosse Abschlussarbeit im Fach Allgemeinbildung der meisten Berufsschulen in der Schweiz.
Die genauen Regeln/Bedingungen sind von Berufsschule zu Berufsschule verschieden.

## Stadt Zürich
Bei der SVA wird ein Rahmenthema vorgegeben. In der Stadt Zürich waren es im Jahr 2005 Familiengeschichten und Sport. Die Schüler können selbständig ein für sie interessantes Unterthema wählen. Je nach Lehrer wird auch gar kein Rahmenthema vorgegeben, sofern man alle Auflagen zur Punktevergabe einhalten kann.
Die Schüler haben für die Ausarbeitung rund acht Wochen Zeit. Es gibt eine SVA für die zweijährige und eine für die drei- bis vierjährige Ausbildung, die sich jedoch nicht gravierend voneinander unterscheiden.
Die SVA muss mindestens aus 2500 Wörtern bestehen. Dabei muss der Abgabetermin strengstens eingehalten werden und ein detailliertes Lernprotokoll/Lernjournal geführt werden.